# Letov Š-8

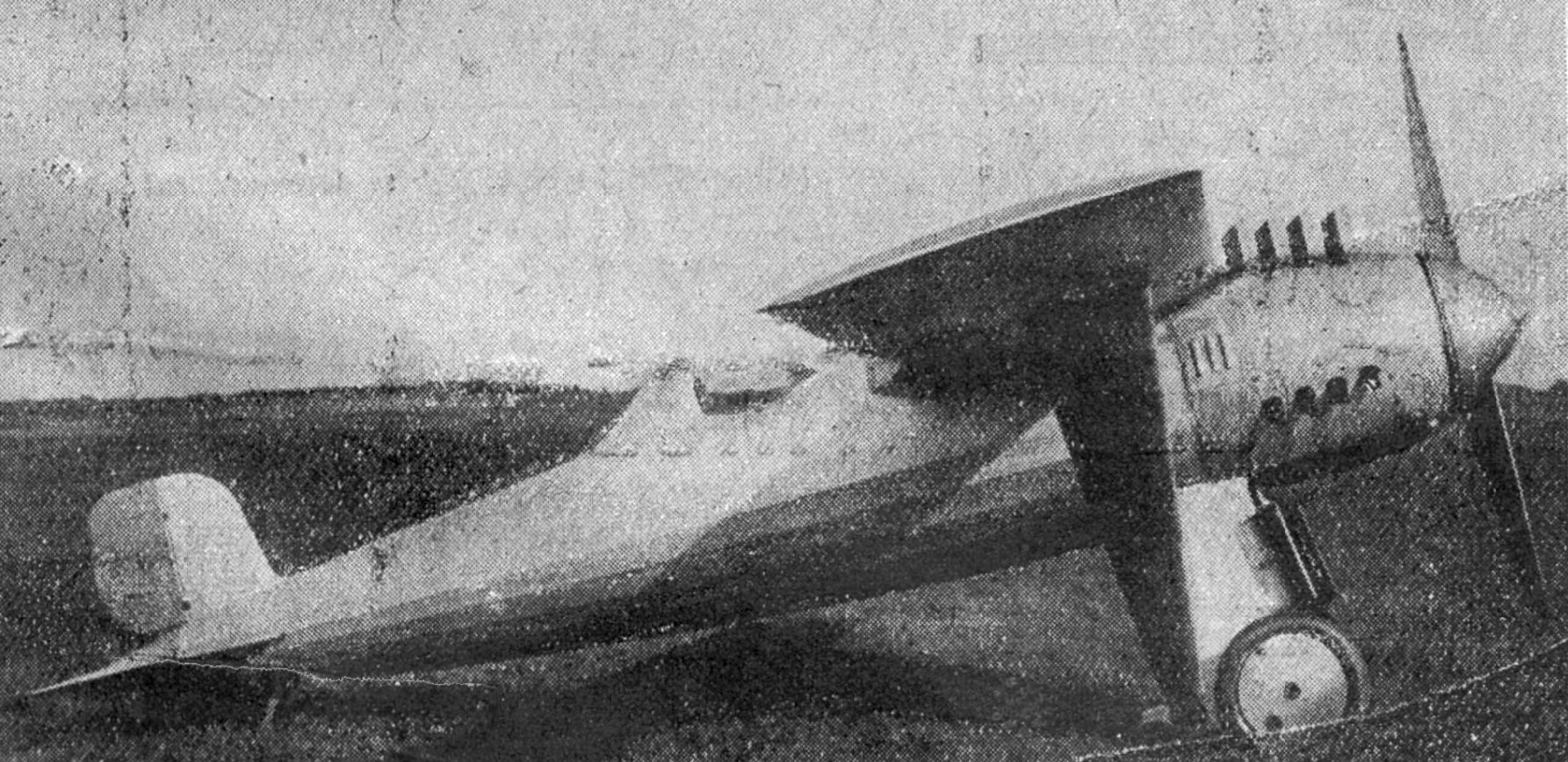
Letov Š-8

De Letov Š-8 is een Tsjecho-Slowaakse experimentele eenzits hoogdekker gebouwd door Letov. De Š-8 is ontworpen door ingenieur Alois Šmolík. Het toestel vloog voor het eerst in 1922. De Š-8 heeft voor zijn tijd een zeer aerodynamisch ontwerp en wordt gekarakteriseerd door een grote spinner met een ringvormige luchtinlaat voor de motor. Tussen 1923 en 1926 deed de Š-8 mee aan meerdere luchtraces, toch bleef dit zonder resultaat.

## Specificaties
- Bemanning: 1, de piloot
- Lengte: 8,30 m
- Spanwijdte: 11,40 m
- Hoogte: 2,62 m
- Vleugeloppervlak: 16,50 m2
- Leeggewicht: 1 030 kg
- Volgewicht: 1 230 kg
- Motor: 1× Napier Lion W-12, 331 kW (450 pk)
- Maximumsnelheid: 360 km/h
- Kruissnelheid: 330 km/h
- Vliegbereik: 400 km
- Plafond: 7 000 m